# Ptyas herminae
Ptyas herminae (japanisch サキシマアオヘビ Sakishima-Aohebi) ist eine Natternart der Gattung Ptyas, die auf den japanischen Yaeyama-Inseln verbreitet ist.

## Merkmale
Ptyas herminae

Link zum Bild

Ptyas herminae hat eine Gesamtlänge von 50 bis 85 Zentimetern mit einer Kopf-Rumpf-Länge von 40 bis 70 Zentimetern. Die Beschuppung ist dorsal (rückseitig) grünlich-graubraun mit stellenweise kleinen schwarzen Flecken. Ventral (bauchseitig) ist sie blass cremefarben. Die Schuppen sind in 17 Reihen angeordnet.

## Lebensweise
Die Art ist ovipar (eierlegend) und teilweise baumbewohnend. Sie kommt hauptsächlich in und um die immergrünen Laubwälder der Inseln vor, wo sie oft nachts gefunden wird. Zur Nahrung von Ptyas herminae gehören Regenwürmer, die sie im feuchten Waldboden erbeuten. Die Weibchen legen ihre Gelege von etwa acht Eiern vermutlich im August.

## Verbreitungsgebiet und Gefährdung

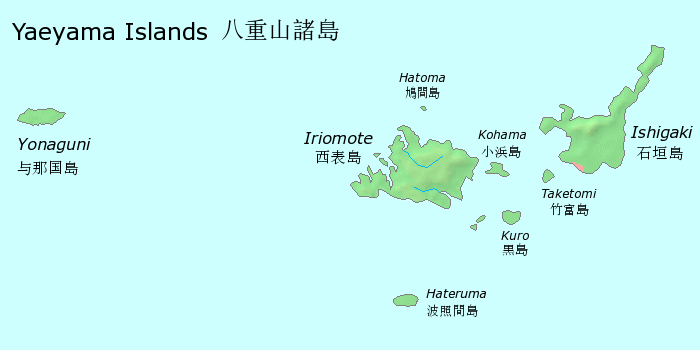
Yaeyama-Inseln

Ptyas herminae ist auf den japanischen Yaeyama-Inseln verbreitet, die im Süden der sich zwischen Japan und Taiwan erstreckenden Ryūkyū-Inselkette liegen. Dort findet man sie auf den Inseln Ishigaki, Iriomote, Kohama, Taketomi und Hateruma. Für eine Verbreitung auf Miyako-jima gibt es keine zuverlässigen Belege.
Die IUCN stuft die Art als nicht gefährdet (least concern) ein, wohingegen sie auf der nationalen Roten Liste gefährdeter Reptilien Japans als potentiell gefährdet (near threatened) eingestuft wird.
Es wird angenommen, dass die Population zurückgeht, da die Anzahl der als Lebensraum geeigneten Wälder auf den Inseln abnimmt.
In der zweiten Hälfte der 1960er Jahre wurden Japan-Wiesel zur Ausrottung wilder Ratten auf Ishigaki, Iriomote, Kohama und Hateruma eingeführt. Zudem wurden Aga-Kröten auf Ishigaki und Blaue Pfauen auf Ishigaki und Iriomote eingeführt. Auch Eidechsen scheinen einen ernstzunehmenden Raubdruck auf die Natternart auszuüben.

## Systematik
Die Art wurde 1895 von dem deutschen Zoologen und Herpetologen Oskar Boettger unter dem Taxon Ablabes herminae erstbeschrieben. Das Artepitheton ist nach seiner Frau Hermine Boettger benannt. Es werden keine Unterarten unterschieden.

### Synonyme
In der Literatur verwendete Synonyme sind chronologisch geordnet:
- Ablabes herminae Boettger, 1895
- Liopeltis herminae Stejneger, 1907
- Entechinus herminae Cundall, 1981
- Opheodrys herminae
- Eurypholis herminae
- Cyclophiops herminae Toriba, 1989
- Ptyas herminae Figueroa, 2016

### Ähnliche Arten
Eine ebenfalls in Japan verbreitete Art derselben Gattung ist Ptyas semicarinata (jap. リュウキュウアオヘビ Ryūkyū-Aohebi). Diese ist weiter nördlich auf den mittleren Ryūkyū-Inseln (Amami-, Okinawa-Inseln und im südlichen Teil der Tokara-Inseln) zu finden und hat eine deutlich grünere Farbe. Sie weist zudem nur 15 Schuppenreihen auf. Weitere Arten wie die Chinesische Grünnatter (Ptyas major) sind in Taiwan, Südostchina, Vietnam und Laos verbreitet. Die phylogenetischen Beziehungen zwischen diesen Arten sind jedoch noch unklar.